# MTZ-80

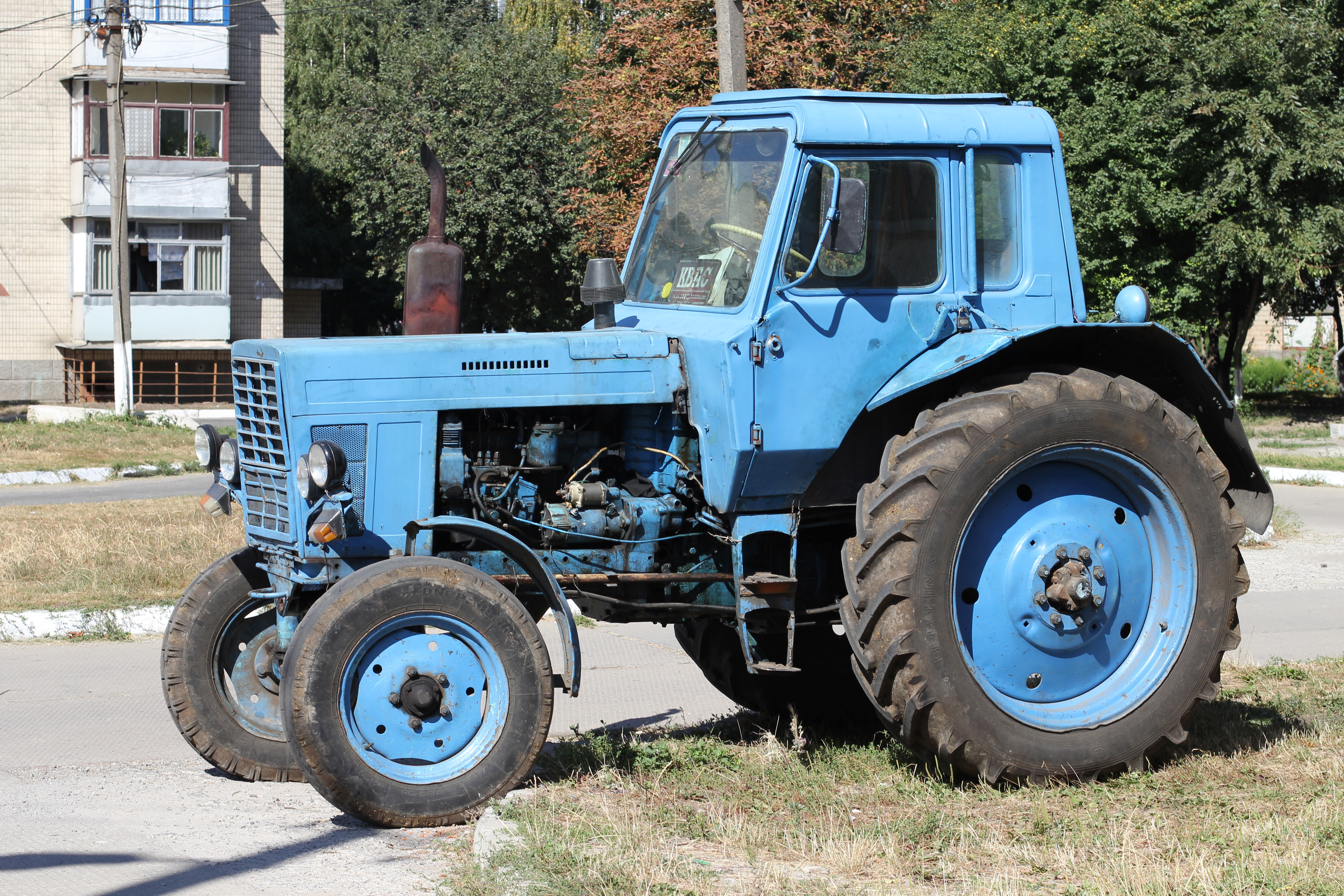
MTZ-80

MTZ-80(러시아어: МТЗ-80)은 1974년 소련의 벨라루스 민스크 트랙터 공장에서 제작된 트랙터로 동구권에서는 "벨라루스"(Belarus)라는 브랜드로 판매되었다. 이전에 생산된 트랙터 MTZ-50을 현대화하였으며 농업 분야에서 활용될 수 있도록 여러 가지 종류로 수정된 트랙터가 생산되었다.

## 사양
- 인장력: 14 kN
- 길이: 4,120 mm
- 폭: 1,970 mm
- 높이: 2,780 mm
- 휠 베이스: 2,370 mm
- 게이지: 1,350-2,100 mm
- 회전 반지름: 3,800 mm
- 표준 타이어: 15.5R38 AS
- 최고 속도: 34.3 km/h
- 연석 중량: 3,770 kg
- 이전 모델: MTZ-50
- 후속 모델: 없음

## 종류
- MTZ-80 - 1974년부터 1995년까지 제조된 기본 버전.
- MTZ-80.1 - 1995년부터 기본 버전을 제조했으며 지속적으로 현대화된 운전석이 장착되었다.
- MTZ-82 - 4륜 구동 모델. 이 모델에는 자체 버전이 있다.
- MTZ-80L - 임업 작업에 적합하도록 특수 설계된 버전. 엔진과 대형 바퀴에 여러 가지 사소한 변경 사항이 적용되어 최고 속도가 36km/h로 빨라졌다.
- MTZ-80W - 뿌리 작물에 사용하도록 설계되고 수정된 기어가 장착됨.
- MTZ-80Ch - 우즈베키스탄 타슈켄트 트랙터 공장에서 면화 재배를 위해 특수 제작된 3륜 버전.
- MTZ-80ChM - 개방형 엔진을 포함한 MTZ-80X.
- MTZ-80Ch.1 - 업데이트된 버전의 MTZ-80Ch.
- MTZ-90 - 90hp(66kW) 전원으로 작동하며 상단 부분이 단순하면서도 부드럽게 개선되었다.
- MTZ-900.3 - 84.3hp(62kW)의 전력으로 작동하며 새로운 구조로 완전히 수정되었다